# Norbert van Aken
Norbertus Ludovicus Franciscus (Norbert) van Aken (Gent, 25 februari 1767 - Gent, 12 november 1832) was een Vlaams notabele, handelaar, raadsheer en politicus.
Van Aken begon als handelaar aan het eind van de achttiende eeuw, en diende als cavalerist in het vrijwilligerskorps (1787). Nadat België ook onderdeel was van de République française, werd hij lid van de Raad van Gent, waar hij ook na de instelling van het Keizerrijk onder Napoleon Bonaparte lid van zou zijn. Hij was terug te vinden in vele facetten van het politieke leven, zo was hij ook lid van de prefectuurraad en was hij in 1813 lid van de Garde d'Honneur.
Na de inlijving in het Koninkrijk der Nederlanden raakte Van Aken op provinciaal en kort op nationaal niveau politiek betrokken. Van 1817 tot 1830 was hij lid van de Provinciale Staten en enige tijd van de Gedeputeerde Staten. Hij was ook enige tijd voorzitter van de Kamer van Koophandel Gent.
Van 1815 tot 1818 was hij lid van de Tweede Kamer der Staten-Generaal. Hij diende in 1817 initiatiefvoorstellen in tot heffen van belasting op de invoer van katoen en bij de invoering van zout met buitenlandse schepen; beide voorstellen werden later ingetrokken.
- Biografisch Portaal: 31984281
- Parlement.com: vg09lltckay2